# Bandverkstan
Bandverkstan var ett projekt på Sveriges Radio där allmänheten kunde göra sina egna radioprogram. Det existerade från hösten 1977 fram till 1986. Projektet leddes av Folke Schimanski och var först stationerat i Helsingborg, men flyttades senare till Malmö i en lokal i närheten av Sveriges Radios Malmöredaktion. Den som ville göra radioprogram – förutsatt att idén ansågs rimlig och genomförbar – fick en snabbkurs i bandspelarteknik och gjorde med professionell hjälp sitt program i geografisk närhet av sin bostad. Programmen gjordes av människor över hela Sverige och sändes på olika tider i Sveriges Radio P1. Projektet fick stor uppmärksamhet i media och tilldelades Expressens hederspris 1981. 1986 beslöt Sveriges Radios direktion att lägga ned projektet.